# 中高层大气放电

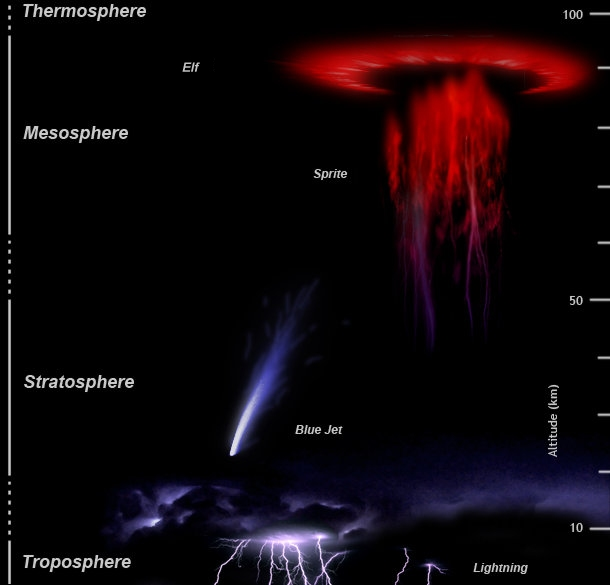
高层大气放电图示

中高层大气放电或中高层大气闪电指的是一系列發生在中高層大氣的特殊放电现象。因为这種放电现象与对流层闪电較爲不同，所以它们又被称为瞬态发光事件（TLEs，Transient Luminous Events）。TLEs包括紅色精靈，蓝色喷流，巨大喷流以及淘氣精靈。

## 历史
早在20世纪20年代，苏格兰物理学家查尔斯·威耳逊就曾预言过，在雷雨云之上的高层大气中也会出现放电现象。但一直到1989年7月6日，明尼苏达大学的科学家才取得直接的观察证据。几年后，这种现象被阿拉斯加大学的科学家命名为“精靈”，以避免其他名称对当时所知不多的这种现象可能产生的误解。术语“紅色精靈”和“藍色噴流”在1994年的航拍实验影片播放后才为公众所熟知。

## 紅色精靈

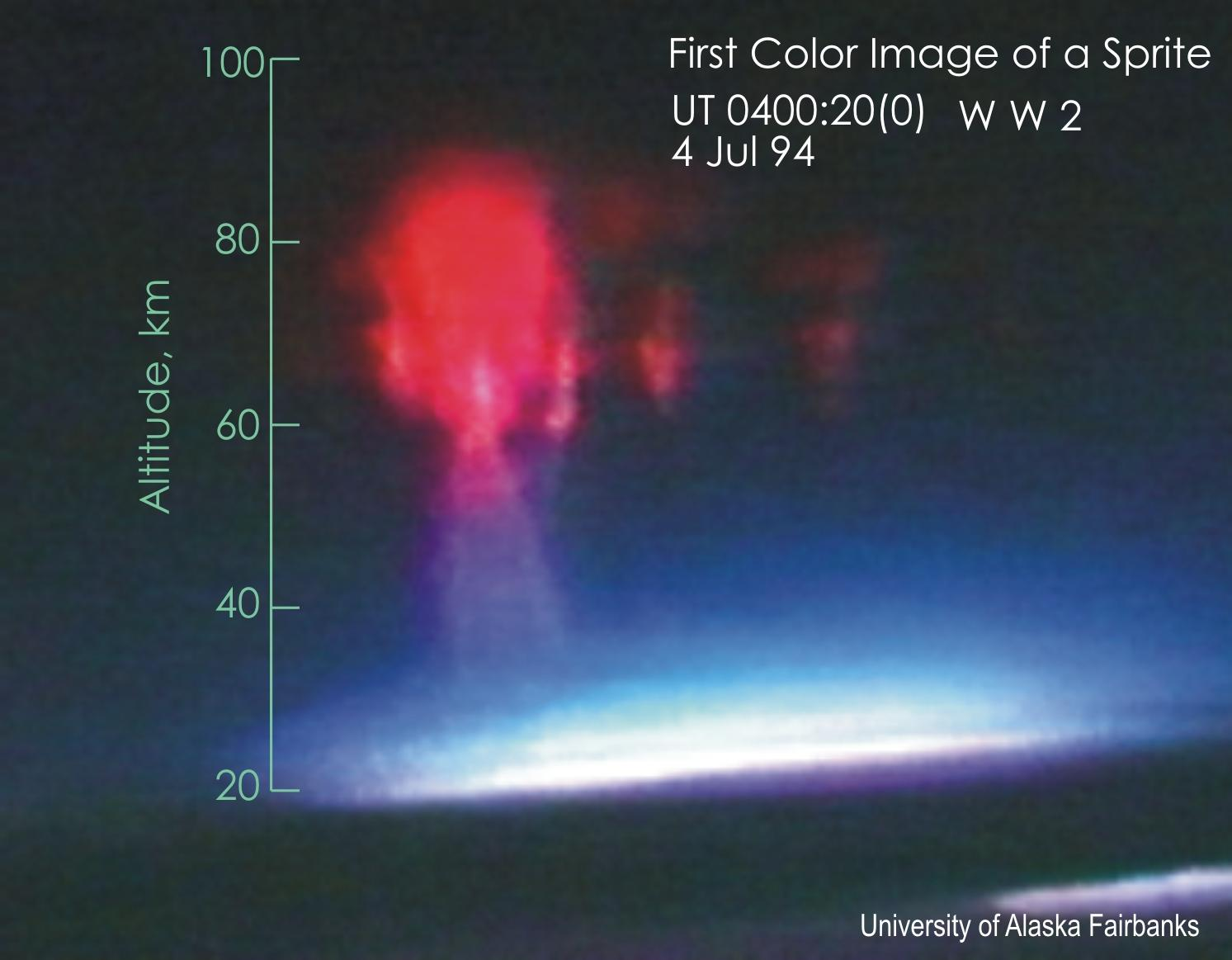
紅色精靈的第一张彩色照片

紅色精靈（Red sprites），又名紅閃或紅電光閃靈，是一种发生在积雨云之上的大规模放电现象，其大小形态变化很大。这种现象是由云层与地面间的正闪电引起的。紅色精靈通常呈红橙色，下部为卷须状，上部则有弧形枝状结构，有时其顶端还会出现淡红光晕。该现象通常成簇发生在离地面30～90公里的高空。紅色精靈在1989年7月6日首次被明尼苏达大学的科学家拍摄下来，其后在世界各地都观察到了这种现象。紅色精靈被认为是很多高海拔飞行器无端故障的元凶。
精靈一名來自莎士比亞劇作中出現的精靈（如《暴風雨》中的愛麗兒與《仲夏夜之夢》中的帕克）。

## 喷流

### 蓝色喷流

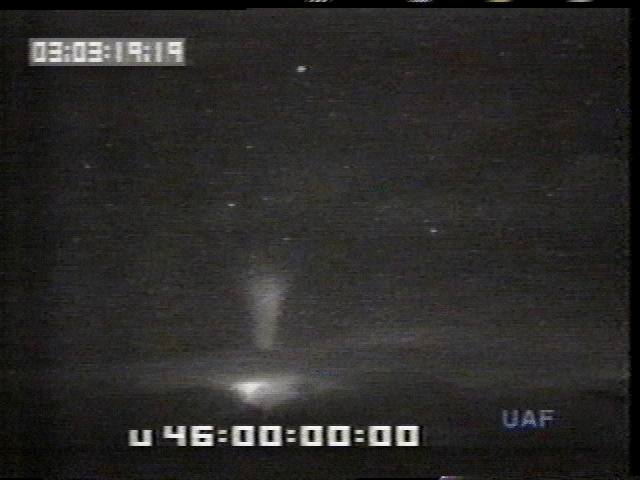
NASA拍摄的蓝色喷流

蓝色喷流（Blue jets）通常呈细锥形，从积雨云的顶端一直延伸到离地面40～50公里的电离层。不像红色精灵，蓝色喷流并非直接由闪电引起（但它们似乎与雷暴中的强冰雹现象有关）。它们比红色精灵要亮。其蓝色可能是来自氮气分子的发射光谱。蓝色喷流在1989年10月21日由一艘经过澳大利亚上空的航天飞机初次观测到。至2007年为止，学界只有不到100张关于蓝色喷流的照片。这些照片绝大多数都是在1994年阿拉斯加大学对红色精灵的一次研究中拍摄的。

### 蓝色启辉器
蓝色启辉器（Blue starters）初次发现在一段研究雷暴的夜间飞行记录的影片中，它被描述成“一种与蓝色喷流紧密相关的上行发光现象。”它们要比一般的蓝色喷流更亮但却更短，长度通常不足20公里。宾夕法尼亚州立大学的电机工程教授维克多·P·帕斯科（Victor P. Pasko）解釋道：“蓝色启辉器似乎是未能成型的蓝色喷流。”

### 巨大喷流
巨大噴流（Gigantic jet），或名巨型噴流，是一類更爲罕見的喷流現象。福爾摩沙衛星二號升空後截至2012年11月30日共觀測到淘氣精靈21837例，紅色精靈1945例，藍色噴流3799例，而巨大噴流僅有92例。
2001年9月14日，帕斯科等人在阿雷西博天文台拍下了一个长达70公里的巨大喷流——比一般喷流的两倍还要长。该喷流发生在海洋上空一块积雨云的顶部，持续了不到一秒。喷流开始时像普通喷流般以50000米每秒的速度上行，其后突然分成两股并加速到約160000至250000米每秒，在到达电离层後消散。研究者當時僅將這一噴流稱爲“发生在雷暴云顶和低电离层之间的放电”。
2002年7月22日，成功大學物理系教授蘇漢宗等人在南中国海呂宋島附近观察到了5个长度在60～70公里之间的喷流，並首次明确地将这类放电称为巨大喷流。这些喷流只持续了不到一秒，研究者將其形状比作大树与胡萝卜。
2010年8月12日，中國科學家杨静、冯桂力等人在黃海附近雷暴上方觀測到了一例巨大噴流，噴流的放電頂端距離地面約89公里。

## 極低頻率輻射
淘氣精靈（ELVES）是一种直径可達500公里左右的暗淡平缓的閃光現象，通常只能持续一毫秒。它们通常发生在离积雨云100公里高的电离层中。它们的颜色一直成谜，现在一般相信是红色。極低頻率輻射在1990年10月7日法属圭亚那的一次航天任务中首次被观测到。
“淘氣精靈”得名於其英文縮寫ELVES（Emissions of Light and Very Low Frequency Perturbations from Electromagnetic Pulse Sources，电磁脉冲源造成的甚低频扰动与发光现象）。此名称闡述了发光的原理：电子碰撞导致的氮气分子激发（电子可能通过雷暴产生的电磁脉冲获能）。

## 图库
- 国际空间站在馬來西亞上空拍攝到的紅色精靈
- 智利拉西拉天文台拍攝到的紅色精靈
- 阿根廷Oro Verde天文臺拍攝到的巨型噴流